# Shane Long
Shane Patrick Long (Gortnahoo, Irlanda, 22 de enero de 1987) es un futbolista irlandés que juega en la posición de delantero. Desde el final de la temporada 2022-23 se encuentra sin equipo.
En sus primeros años de vida también jugó al hurling con el equipo del condado de Tipperary.
Long comenzó su carrera futbolística en el Cork City. Más tarde fichó por el Reading, donde, entre otros logros, marcó tres goles en diez partidos como suplente durante la campaña 2005-06, en la que su equipo se proclamó campeón de la Championship, clasificó a su equipo para la cuarta ronda de la Copa de Inglaterra al derrotar al Liverpool en un partido de repesca de la tercera ronda en 2010, y más tarde ganó un premio al mejor jugador de la temporada. En 2011 fichó por el West Bromwich Albion de la Premier League por una cantidad de 6 millones de libras, y en enero de 2014 se unió al Hull City, y posteriormente al Southampton en agosto de 2014. El 23 de abril de 2019 marcó el gol más rápido de la historia de la Premier League.(7,69 segundos el 23 de abril de 2019 ante el Watford). En 2021 fue cedido al Bornemouth y un año después firmaría por el Reading por un año hasta que finalizase su contrato. En 2023 se encuentra como agente libre.
Long debutó con la selección absoluta de la República de Irlanda en 2007, y desde entonces ha recibido más de 80 convocatorias internacionales.

## Primeros años
Long nació en Gortnahoe, condado de Tipperary (Irlanda)[5]. Fue un talentoso jugador de hurling y participó en dos semifinales del Campeonato de Hurling Menor de Irlanda (menores de 18 años) con el Tipperary en Croke Park[6], y se le consideraba un delantero rápido y prometedor[7]. Long también jugaba al fútbol gaélico en esa época, y comenzó su carrera en este deporte con el club de Two-Mile Borris, St Kevin's FC, en 1994, incorporándose al St Michael's de Tipperary Town en 2002.

## Clubes
Actualizado el 18 de diciembre de 2023.
| Club                            | Temporada           | Liga  | Liga  | FA Cup | FA Cup | League Cup | League Cup | Europa | Europa | Otros | Otros | Total | Total |
| Club                            | Temporada           | Part. | Goles | Part.  | Goles  | Part.      | Goles      | Part.  | Goles  | Part. | Goles | Part. | Goles |
| ------------------------------- | ------------------- | ----- | ----- | ------ | ------ | ---------- | ---------- | ------ | ------ | ----- | ----- | ----- | ----- |
| Cork City Irlanda               | 2005                | 1     | 0     | 0      | 0      | —          | —          | —      | —      | 1     | 0     | 2     | 0     |
| Cork City Irlanda               | Total               | 1     | 0     | 0      | 0      | —          | —          | —      | —      | 1     | 0     | 2     | 0     |
| Reading Inglaterra              | 2005–06             | 11    | 3     | 4      | 1      | 0          | 0          | —      | —      | —     | —     | 15    | 4     |
| Reading Inglaterra              | 2006–07             | 21    | 2     | 1      | 1      | 2          | 1          | —      | —      | —     | —     | 24    | 4     |
| Reading Inglaterra              | 2007–08             | 29    | 3     | 2      | 0      | 1          | 0          | —      | —      | —     | —     | 32    | 3     |
| Reading Inglaterra              | 2008–09             | 37    | 9     | 1      | 0      | 3          | 0          | —      | —      | 2     | 0     | 43    | 9     |
| Reading Inglaterra              | 2009–10             | 31    | 6     | 5      | 3      | 0          | 0          | —      | —      | —     | —     | 36    | 9     |
| Reading Inglaterra              | 2010–11             | 44    | 21    | 4      | 2      | 1          | 0          | —      | —      | 3     | 2     | 52    | 25    |
| Reading Inglaterra              | 2011–12             | 1     | 0     | 0      | 0      | 0          | 0          | —      | —      | —     | —     | 1     | 0     |
| Reading Inglaterra              | Total               | 174   | 44    | 17     | 7      | 7          | 1          | —      | —      | 5     | 2     | 203   | 54    |
| West Bromwich Albion Inglaterra | 2011–12             | 32    | 8     | 1      | 0      | 0          | 0          | —      | —      | —     | —     | 33    | 8     |
| West Bromwich Albion Inglaterra | 2012–13             | 34    | 8     | 1      | 1      | 2          | 2          | —      | —      | —     | —     | 37    | 11    |
| West Bromwich Albion Inglaterra | 2013–14             | 15    | 3     | 1      | 0      | 1          | 0          | —      | —      | —     | —     | 17    | 3     |
| West Bromwich Albion Inglaterra | Total               | 81    | 19    | 3      | 1      | 3          | 2          | —      | —      | —     | —     | 87    | 22    |
| Hull City Inglaterra            | 2013–14             | 15    | 4     | 0      | 0      | 0          | 0          | —      | —      | —     | —     | 15    | 4     |
| Hull City Inglaterra            | 2014–15             | 0     | 0     | 0      | 0      | 0          | 0          | 2      | 0      | —     | —     | 2     | 0     |
| Hull City Inglaterra            | Total               | 15    | 4     | 0      | 0      | 0          | 0          | 2      | 0      | —     | —     | 17    | 4     |
| Southampton Inglaterra          | 2014–15             | 32    | 5     | 3      | 1      | 4          | 1          | —      | —      | —     | —     | 39    | 7     |
| Southampton Inglaterra          | 2015–16             | 28    | 10    | 1      | 0      | 2          | 2          | 3      | 1      | —     | —     | 34    | 13    |
| Southampton Inglaterra          | 2016-17             | 32    | 3     | 3      | 1      | 5          | 1          | 5      | 0      | —     | —     | 45    | 5     |
| Southampton Inglaterra          | 2017-18             | 30    | 2     | 4      | 0      | 1          | 0          | —      | —      | —     | —     | 35    | 2     |
| Southampton Inglaterra          | 2018-19             | 26    | 5     | 2      | 0      | —          | —          | —      | —      | —     | —     | 28    | 5     |
| Southampton Inglaterra          | 2019-20             | 26    | 2     | 2      | 1      | 3          | 0          | —      | —      | —     | —     | 31    | 3     |
| Southampton Inglaterra          | 2020-21             | 11    | 0     | 2      | 0      | 1          | 0          | —      | —      | —     | —     | 14    | 0     |
| Southampton Inglaterra          | Total               | 185   | 27    | 17     | 3      | 16         | 4          | 8      | 1      | —     | —     | 226   | 35    |
| AFC Bournemouth Inglaterra      | 2020-21             | 11    | 2     | —      | —      | —          | —          | —      | —      | —     | —     | 11    | 2     |
| AFC Bournemouth Inglaterra      | Total               | 11    | 2     | —      | —      | —          | —          | —      | —      | —     | —     | 11    | 2     |
| Southampton Inglaterra          | 2021-22             | 13    | 1     | 4      | 1      | 2          | 0          | —      | —      | —     | —     | 19    | 2     |
| Southampton Inglaterra          | Total               | 13    | 1     | 4      | 1      | 2          | 0          | —      | —      | —     | —     | 19    | 2     |
| Reading Inglaterra              | 2022-23             | 30    | 1     | 2      | 1      | 0          | 0          | —      | —      | —     | —     | 32    | 2     |
| Reading Inglaterra              | Total               | 30    | 1     | 2      | 1      | 0          | 0          | —      | —      | —     | —     | 32    | 2     |
| Total en su carrera             | Total en su carrera | 510   | 98    | 43     | 13     | 28         | 7          | 10     | 1      | 6     | 2     | 597   | 121   |